# Super Matutão de 2019
O Campeonato Super Matutão: “O Futebol do Interior Mais Forte” – Edição 2019, será promovido e organizado pela Federação Norte-rio-grandense de Futebol (FNF), na conformidade do disposto neste regulamento e na legislação desportiva vigente, no tocante à prática de futebol amador apresentando condições necessárias para sua prática.
Participarão do Campeonato as Seleções Municipais representantes das Ligas Municipais e Prefeituras Municipais, devidamente filiadas à FNF e eventuais convidadas.
O Troféu de campeão do Super Matutão homenageia Everaldo Lopes e vice-campeão homenageia Ilo Rodrigues.
O São Gonçalo levou o troféu Everaldo Lopes para casa, ficando com o título após derrotar a Seleção de São Pedro por 2 a 1. A decisão foi realizada na Arena das Dunas, em Natal.

## Fórmula de disputa
O Campeonato será disputado por 24 (vinte e quatro) Seleções Municipais, inscritas e regularizadas perante a FNF, no sistema de eliminatória simples, cuja composição, a critério do Departamento Técnico da FNF, poderá sempre que possível, acontecer confrontos regionais, visando facilitar a locomoção das equipes.
Na 1ª fase,  as Seleções jogarão entre si, em jogos de ida e volta, classificando-se para a 2ª Fase as vencedoras dos respectivos confrontos.
A 2ª Fase da Competição será disputada entre as 12 (doze) Seleções que obtiverem classificação na 1ª Fase (oitavas), que jogarão entre si, no sistema de ida e volta, com mando de campo definido por sorteio na sede da FNF.
A 3ª Fase será disputada entre as 08 (oito) Seleções Classificadas na 2ª Fase, conforme segue: Os vencedores dos confrontos estão automaticamente classificados, num total de 06 (seis). Para completar as quartas de finais 08 (oito), serão classificados as duas melhores seleções, entre as 06 (seis) que não obtiveram classificação, considerando os resultados obtidos em todos os jogos do campeonato.
A 4ª Fase (Semi Finais) da Competição será disputada entre as 04 (quatro) Seleções Classificadas na 3ª Fase, cuja decisão será realizada em partida única, com mando de campo da FNF.
A 5ª Fase (Final) da competição será disputada em jogo único, com mando de campo da FNF e com transmissão direta para todo estado pela InterTV Cabugi.

### Critérios de desempate
No caso de igualdade em pontos ganhos entre as duas Seleções, serão observados os seguintes critérios de desempate para fins de classificação:
1. Maior número de vitórias;
2. Maior número de gols marcados;
3. Menor número de gols sofridos;
4. Maior saldo de gols;
5. Menor número de cartões vermelhos;
6. menor número de cartões amarelos;
7. Sorteio.

## Primeira fase
Em itálico, os times que possuem o mando de campo no confronto e em negrito os times classificados.
| Equipe 1              | Total    | Equipe 2                | 1.º jogo | 2.º jogo |
| --------------------- | -------- | ----------------------- | -------- | -------- |
| Ceará-Mirim           | 2–1      | João Câmara             | 1–0      | 1–1      |
| Maxaranguape          | 3–2      | Extremoz                | 0–1      | 3–1      |
| Macaíba               | 1–1 (gf) | São Gonçalo do Amarante | 0–0      | 1–1      |
| Parnamirim            | 1–1 (gf) | São José de Mipibu      | 0–0      | 1–1      |
| Barcelona             | 4–3      | Passagem                | 4–1      | 0–2      |
| Goianinha             | 6–4      | Nísia Floresta          | 5–4      | 1–0      |
| Santa Cruz            | 5–1      | Currais Novos           | 1–0      | 4–1      |
| Caicó                 | 2–2 (gf) | Jardim de Piranhas      | 0–0      | 2–2      |
| Mossoró               | 3–6      | Areia Branca            | 0–2      | 3–4      |
| Riachuelo             | 2–2 (gf) | Macau                   | 1–0      | 1–2      |
| Baía Formosa          | 1–1      | Tibau do Sul            | 1–0      | 0–1      |
| Senador Elói de Souza | 3–3 (gf) | São Pedro               | 1–1      | 2–2      |

## Segunda fase
Em itálico, os times que possuem o mando de campo no confronto e em negrito os times classificados.
| Equipe 1                | Total    | Equipe 2           | 1.º jogo | 2.º jogo |
| ----------------------- | -------- | ------------------ | -------- | -------- |
| Ceará-Mirim             | 2–2 (gf) | Maxaranguape       | 0–0      | 2–2      |
| São Gonçalo do Amarante | 2–1      | São José de Mipibu | 1–0      | 1–1      |
| Barcelona               | 0–5      | Goianinha          | 0–3      | 0–2      |
| São Pedro               | 3–3      | Tibau do Sul       | 1–2      | 2–1      |
| Santa Cruz              | 2–3      | Jardim de Piranhas | 1–2      | 1–1      |
| Areia Branca            | 1–1      | Macau              | 1–0      | 0–1      |

## Terceira fase

### Quartas de finais
Em itálico, os times que possuem o mando de campo no confronto e em negrito os times classificados.
| Equipe 1                | Total | Equipe 2     | 1.º jogo | 2.º jogo |
| ----------------------- | ----- | ------------ | -------- | -------- |
| Areia Branca            | 4–3   | Macau        | 4–0      | 0–3      |
| Jardim de Piranhas      | 1–1   | Goianinha    | 1–0      | 0–1      |
| Santa Cruz              | 1–2   | São Pedro    | 1–0      | 0–2      |
| São Gonçalo do Amarante | 7–2   | Maxaranguape | 5–0      | 2–2      |

## Quarta fase

### Semifinais
Em itálico, os times que possuem o mando de campo no confronto e em negrito os times classificados.
| Equipe 1                | Total | Equipe 2  | 1.º jogo | 2.º jogo |
| ----------------------- | ----- | --------- | -------- | -------- |
| São Gonçalo do Amarante | 1–1   | Goianinha | 1–0      | 0–1      |
| São Pedro               | 8–0   | Macau     | 7–0      | 1–0      |

## Quarta fase

### Final
| Equipe 1                | Resultado | Equipe 2  |
| ----------------------- | --------- | --------- |
| São Gonçalo do Amarante | 2–1       | São Pedro |

## Premiação
| Super Matutão de 2019           |
| ------------------------------- |
| São Gonçalo Campeão (1° título) |